# Разак Омотойоссі
Разак Омотойоссі (фр. Razak Omotoyossi; 8 жовтня 1985, Лагос — 19 серпня 2025) — бенінський футболіст нігерійського походження, нападник клубу «Сиріанска».

## Клубна кар'єра
Грати почав у клубі вищої ліги чемпіонату Нігерії «Саншайн Старз» 2003 року. У тому ж році міг завершити футбольну кар'єру, оскільки через напад на суддю в матчі чемпіонату Нігерії був дискваліфікований на 5 років.
2004 року Омотойоссі виїхав до Бенін, отримавши в тому ж році громадянство цієї країни. Два роки грав у бенінському чемпіонаті за клуби «Авранку Омінспорт» та «ЮС Побе».
Відмінно проявивши себе на молодіжному чемпіонаті світу 2005 року, в листопаді перейшов в молдавський «Шериф». 2006 року став чемпіоном Молдови та володарем Кубка Молдови. У складі клубу брав участь у матчах Ліги чемпіонів УЄФА 2006/07. У другому кваліфікаційному раунді команда поступилася московському «Спартаку» за гостьовими голами за сумою двох матчів — 1:1 (вдома) і 0:0 (в гостях).
2007 року перейшов у шведський «Гельсінгборг». Адаптація Омотойоссі в клубі затягнулася, але через деякий час його взаємодія з Хенріком Ларссоном почала приносити плоди. В чемпіонаті Швеції 2007 року Омотойоссі разом з гравцем «Гетеборга» Маркусом Бергом став найкращим бомбардиром, записавши на свій рахунок 14 м'ячів. Форвард збірної Беніну з шістьма голами став одним з найкращих снайперів Кубка УЄФА 2007/08.
У послугах Омотойоссі були зацікавлені московський «Локомотив», раменський «Сатурн» і самарські «Крила Рад». Керівництво клубу «Гельсінгборг» оцінювало гравця в 2 мільйони фунтів стерлінгів.
У підсумку, в червні 2008 року гравець був проданий в клуб вищої ліги Саудівської Аравії «Аль-Наср». Незважаючи на те, що гравець постійно виходив на поле в основному складі та забивав вирішальні голи, в січні 2009 року він заявив про своє бажання залишити Саудівську Аравію. Його агент вів переговори про піврічну оренду в клубі «Сток Сіті».
У липні 2009 року на правах вільного агента перейшов у французький клуб «Мец», що виступав в Лізі 2. Дебютував 14 серпня 2009 року в матчі проти клубу «Істра».
Влітку 2010 року залишив «Мец» та півроку залишався без клубу. Восени 2010 року був на перегляді в кількох англійських клубах, але не одному не підійшов. У січні 2011 року був на перегляді в російському клубі «Ростов», а й цьому клубу він не підійшов.
30 березня 2011 року підписав контракт зі шведським клубом «ГАІС». Провівши за команду 13 матчів та забивши 2 голи, 28 липня перейшов до табору іншого шведського клубу — «Сиріанска». Таким чином, в одному сезоні Аллсвенскан він виступав за 2 команди.
За 4 тури до фінішу чемпіонату Швеції, за 110 тисяч євро перейшов до складу гранда єгипетського футболу — команду «Замалек». Перший раз вийшов на поле 28 жовтня 2011 року у матчі проти «Ель-Ентаг Ель-Харбі», що закінчився перемогою з рахунком 3:1. Відкрити рахунок голам у чемпіонаті йому вдалося 3 січня 2012 року, забивши гол у ворота «Петроджета». Підсумок зустрічі — 1:1. Всього в сезоні 2011/12 виходив на поле в 9 іграх, забивши в них 4 голи і зробивши 2 гольові передачі. Після трагедії в Порт-Саїді, було прийнято рішення про скасування чемпіонату.. «Замалек» після 14 ігор, займав третє місце. Крім того, футболіст грав в матчах Ліги чемпіонів 2012 року.
2013 року повернувся да складу клубу «Сиріанска».

## Виступи за збірну
Брав участь в чемпіонаті світу серед молодіжних команд 2005 року
2004 року дебютував в офіційних матчах у складі національної збірної Беніну.
У складі збірної був учасником Кубка африканських націй 2008 року у Гані та Кубка африканських націй 2010 року в Анголі.
Наразі провів у формі головної команди країни 47 матчів, забивши 21 гол.

## Титули і досягнення
- Чемпіон Молдови: 2005/06, 2006/07
- Володар Кубка Молдови: 2005/06
- Володар Кубка Єгипту: 2012/13
- Найкращий бомбардир чемпіонату Швеції: 2007 (14 голів)